# 湖北文理学院
湖北文理学院是一所位于中国湖北省襄阳市的全日制公立普通本科院校。

## 历史沿革
该校的历史可以追溯到创办于1958年的襄樊师范专科学校。1998年3月，襄樊师范专科学校、襄樊职业大学、襄樊教育学院合并组建襄樊学院。2012年2月经湖北省人民政府申报、教育部批准该校更名为湖北文理学院。

## 院系设置
2018年，湖北文理学院正式成为硕士学位授予单位。2019年，该校机械、新闻与传播、社会工作3个学科开始招募硕士研究生。2022年，该校已经拥有硕士学位授权点13个。
- 政治与政法学院
- 教育学院
- 文学院 （页面存档备份，存于）
- 外国语学院 （页面存档备份，存于）
- 音乐学院
- 美术学院
- 数学与计算机学院
- 物理与电子学院
- 机械与汽车工程学院 （页面存档备份，存于）
- 建筑工程学院 （页面存档备份，存于）
- 化学工程与食品科学学院[永久]
- 管理学院
- 医学院 （页面存档备份，存于）
- 孔明学院
- 体育系 （页面存档备份，存于）